# Rosario de la Frontera
Rosario de la Frontera es un pueblo del noroeste de Argentina en la provincia de Salta. Es cabecera de la Primera Sección del Departamento de Rosario de la Frontera, dividido en dos secciones el 20 de enero de 1904.
Se encuentra a 130 km de la ciudad de San Miguel de Tucumán, a 367 km de la ciudad de Orán y a 175 km de la capital provincial, Salta.

## Termas

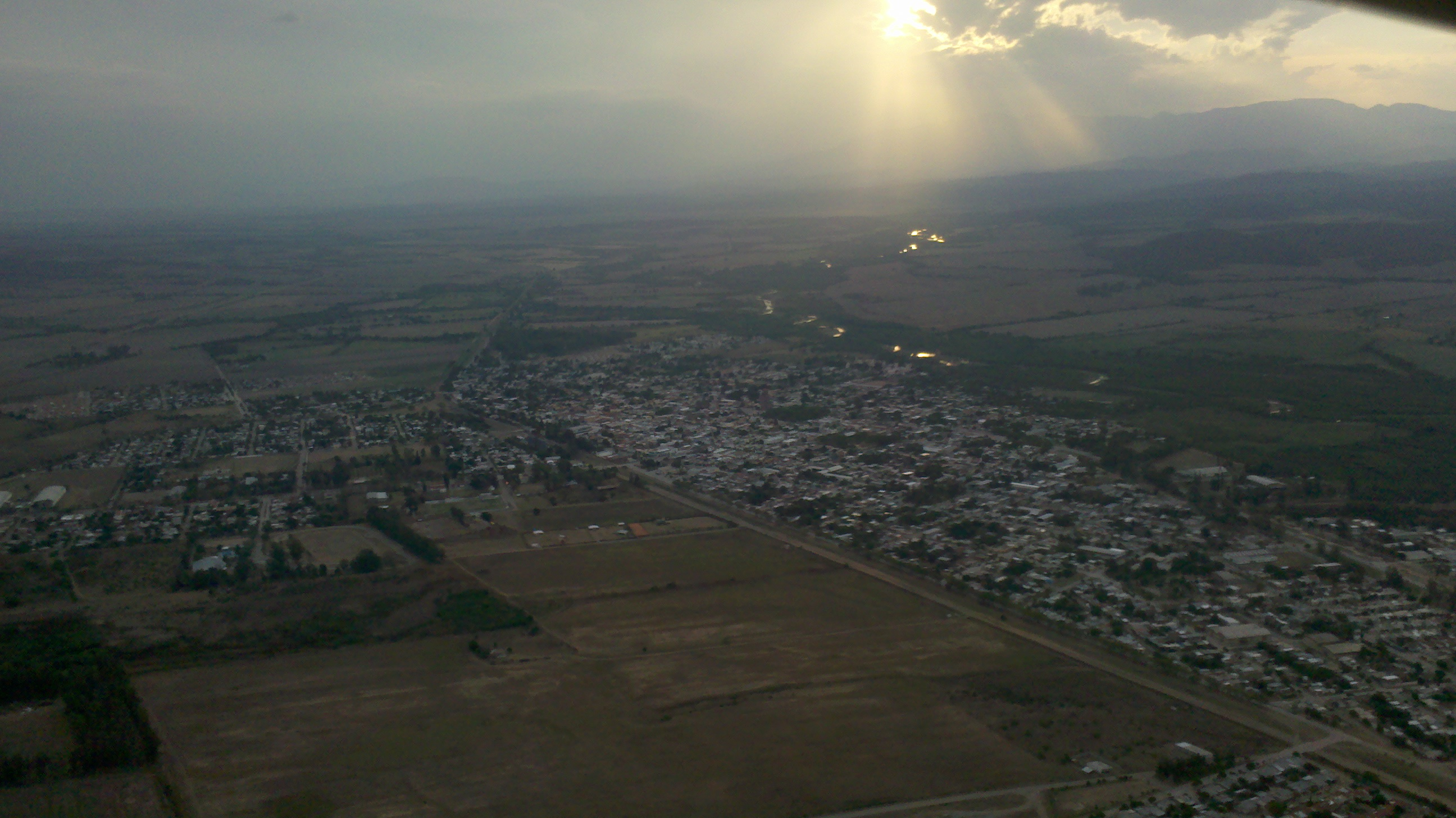
Rosario de la Frontera visto desde el aire.

Se la llama La Ciudad Termal, por sus termas con nueve tipos de aguas, una de ellas, la vertiente de agua Sulfurosa, alcanza los 90 °C. Cuenta con una considerable hotelería, ambientada por un acogedor paisaje montañoso.
En la época precolombina, las vertientes eran visitadas por los antiguos aborígenes de las etnias pazioca y lule quienes conocían sus cualidades terapéuticas y vigorizantes.
Tras la invasión Inca -quechua- de 1480 fue común que se le llamara Inti Yaku (‘agua del Sol’ en quechua, siendo inti: ‘sol’, y yaku: ‘agua’). Luego, en 1535 los conquistadores españoles «redescubrieron» las cálidas surgentes y comprobaron sus efectos benéficos. 
Los jesuitas y los gauchos de Güemes al mando de Pachi Gorriti utilizaron estas aguas.
En 1772 Filiberto Mena, en 1817  Bruland y Aimée Bonpland, en 1817 el francés Mornraux, en 1826 el inglés Sir Edmund Temple y en 1855 el francés Martín de Moussy descubrieron que había más de un agua termomineral. Al fin fueron nueve tipos distintos de aguas descubiertas y analizadas.
En 1874 su fama llegó al médico español Antonio Palau quien se trasladó desde la ciudad de Tucumán para conocerlas. Marchó después hasta Rosario de La Frontera a adquirir las tierras (arriendo) que pertenecían a Melchora Figueroa y Goyechea de Cornejo.
El 1 de abril de 1880 Palau instaló unas sencillas carpas en las faldas del cerro del cual bajan las aguas termominerales, con éxito inmediato. A principios del siglo XX se construyó el lujoso balneario y hotel Termas, que alojó a presidentes y visitantes extranjeros, y cuyo diseño y construcción estuvieron a cargo de los notables arquitectos salmantinos Manuel y José Graña, respectivamente padre e hijo. En 1921, durante la presidencia de Hipólito Yrigoyen, el ferrocarril llegó hasta el lugar.
En 1886 visitó las termas Domingo Faustino Sarmiento, ilustre escritor, militar y político argentino, expresidente de la nación argentina. Otros expresidentes que llegaron al lugar fueron Julio Argentino Roca, Nicolás Avellaneda, Raúl Alfonsín y Carlos Saúl Menem. 

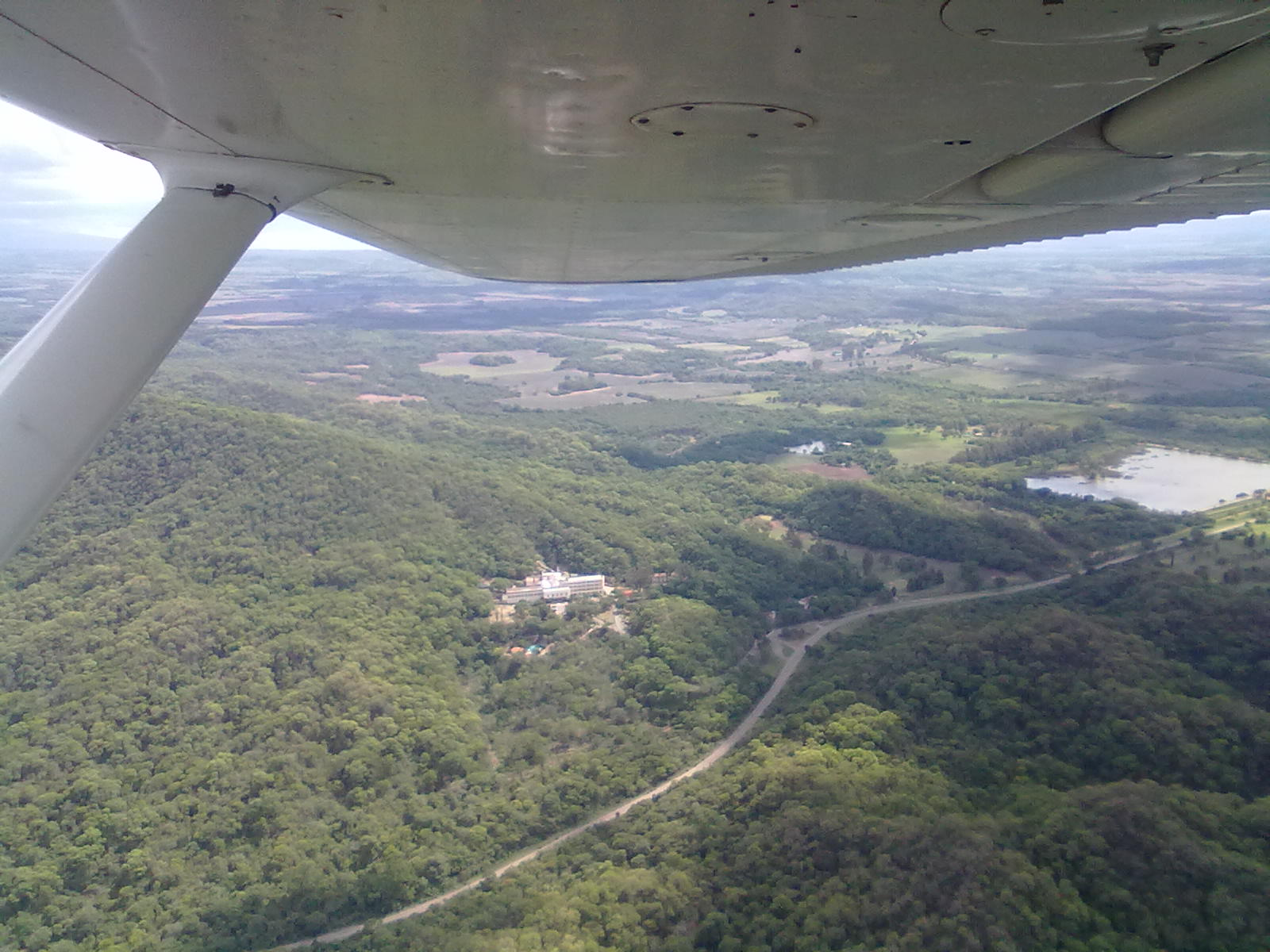
Hotel Termas visto desde el aire.

En 1904 el Agua Mineral Palau de Rosario de la Frontera obtiene el 1° Premio en la Exposición Universal de Saint Louis, EE. UU., como la mejor agua mineral del mundo. Como parte de dicha exposición se realizan los primeros Juegos Olímpicos en continente americano. 
A mediados del siglo XX algunos inmigrantes sijs llegaron desde la región del Panyab en India contratados por las empresas de ferrocarriles que poseían sede en Inglaterra. Ellos dieron origen a la importante población argentina con orígenes sijes que llega a ser hoy un 2% de la cantidad de habitantes de Rosario de la Frontera.

## Turismo
El pueblo se encuentra a 180 km al sur de Salta y a 135 km al norte de Tucumán, rodeada por más de 10000 ha de cerros y bosques. 
Su afamado Hotel Termas dispone de 176 camas —de las 400 en su época dorada— en sus cómodas y seculares habitaciones, 50 de las cuales disponen de aire acondicionado y baños con agua termal. Además, brinda un pabellón de baños termales, que pone a disposición distintas terapias y tratamientos. La Secretaría de Turismo de Salta ha elegido a la zona como uno de los destinos privilegiados. 
Rosario de la Frontera ofrece un turismo de aventura inigualable, con visitas a una capilla de piedra, un templo sij (llamado también "Gurudawara") construido en 1988 y considerado el primero y único de su tipo en toda Latinoamérica, una piscina de aguas termales construida con piedra volcánica y una cascada de aguas a 90 °C para llegar a 32 °C, circuitos de caminatas con graduales niveles de dificultad, desde los cuales se puede llegar a la gruta de la Virgen de la Montaña, al origen de las vertientes o al arroyo Salado. Se pueden efectuar cabalgatas y practicar golf, tenis y pesca.

## Historia
- 1692: un terremoto destruye la segunda Esteco. Parte de sus pobladores, en 1699, se refugian en el novísimo Castillo y Fuerte del Rosario -advocada a Nuestra Señora del Rosario- al que más tarde agregóse de la Frontera. Este fuerte fue destruido en el año 1710.

- 1816: José Ignacio Gorriti, de finca Horcones, firma el Acta de la Independencia en Tucumán, representando a Salta como congresal.

- 1848: Juana Manuela Gorriti publica en Lima, Perú, su obra La quena, transformándose en la primera novelista argentina.

- 1857: el 25 de abril de 1857 comienza a funcionar la Municipalidad de Rosario de la Frontera, redactándose las primeras actas en El Naranjo. El municipio incluía al actual departamento de Metán. El primer presidente del Concejo Municipal fue Genaro Gutiérrez y secretario Patricio Llamas. Con la Municipalidad se inicia la vida institucional civil de la localidad.

- 1859: Metán se independiza de Rosario de la Frontera como parroquia y municipio

- 1874: el 11 de marzo Melchora Figueroa y Goyechea de Cornejo funda la aldea de Rosario de la Frontera, para lo cual donó tierras de la estancia de su propiedad. El trazado de 9 manzanas de la villa o pueblo lo realiza el Agr. oficial de la provincia de Salta Carlos L. Schossig.

- 1885: el 23 de noviembre lleva el ferrocarril a Rosario de la Frontera, siendo intendente Martín Gabriel Güemes.

- 1910: el 17 de enero se funda la Escuela Normal de Rosario de la Frontera, siendo su primera directora la Carmen Salas. La institución fue propulsora del progreso de la localidad.

- 1915: La Avenida de las Camelias es una marcha militar de la infantería argentina. Fue compuesta por el maestro capitán de banda Pedro Maranesi sobre el parche de un bombo en el lugar denominado Campo del Durazno, ubicado en Rosario de la Frontera.

- 1957: se publica el primer libro de historia de la localidad, Rosario de la Frontera - Datos Históricos, de Atilio Cornejo. Escrito en 1946, fue editado por el Boletín de Estudios Históricos del Instituto de San Felipe y Santiago de Salta.

- 1980: se crea el Escudo oficial de Rosario de la Frontera, autor Antonio David Sorich. El 13 de abril del mismo año el Club Atlético Progreso de Villa Vivero se corona Campeón Provincial de Fútbol, siendo el primer equipo del Sur de Salta en obtener ese lauro.

- 1999: el 29 de septiembre se presenta el Himno oficial a Rosario de la Frontera compuesto por Carlos Jesús Maita (letra, 1985) y Héctor Armando Leccese (música, 1998).

- 2007: el 25 de abril se celebra por primera vez el día de la Municipalidad de Rosario de la Frontera, en su 150° aniversario y se publica el libro de la historia de la municipalidad rosarina de Carlos Jesús Maita.

- 2009: el 31 de diciembre se inaugura el proceso de semaforización del pueblo, con el fin de incrementar la seguridad vial. Los semáforos instalados son de última tecnología, con luces led, las cuales disminuyen el impacto ecológico. El plan es lanzado por Rómula Gómez de Montero (intendenta) y Julio César Rivera (secretario de Obras Públicas).

- 2011: el 29 de marzo se inaugura la climatización de la pileta municipal en la intendencia de Rómula Gómez de Montero y con Julio César Rivera como Secretario de Obras Públicas.

- 2011: el 10 de abril es reelecta intendente municipal la Sra. Rómula Dina Gómez de Montero, convirtiéndose en el 1º intendente municipal reelecto y la 1º mujer rosarina que tiene este título político tres veces, reafirma en sus puestos al Secretario de Obras Públicas, Sr. Julio César Rivera; al Secretario de Gobierno, Dr. Diego Pérez; al Secretario de Hacienda, CPN José Roldán y a la Secretaria de Acción Social, Sra. Yone Nuñez
- 2015 : El domingo 17 de mayo fue elegido intendente por la ciudad termal el Contador Público Nacional Gustavo Solis Monico. Así como también fueron elegidos Concejales de la comuna: Ing. Adrián Federico Gil, Prof. Salvador Hugo Nogales, Dr. Carlos Alejandro Peso, Ing. Sebastián Iglesias, Sr. Luciano Elvira, Sr. Julio Caro Checa, Sr. Pablo Ricardo Marcial, Sr. Gustavo Diaz, Sr. Daniel Godoy.
- 2015: El jueves 10 de diciembre, asumió el intendente electo, Contador Público Gustavo Solis Mónico, quien designa en los puestos de Secretario de Gobierno al Dr. Javier Mónico Graciano, Secretaria de Hacienda C.P. Carolina Solis Mónico y Secretario de Obras Públicas al Ing. Mario Flores.
- 2017: El domingo 22 de octubre fueron elegidos como Diputados provinciales el Sr. Kuldeep Singh y el Sr. Gustavo Orozco. Así como también fueron elegidos Concejales de la comuna: Ing. Adrián Federico Gil, Prof. Salvador Hugo Nogales, Dra. Eliana Gabriela Otero, Dra. María Cristina Elías, Sr. Néstor Rafael Núñez, Sra. Alina Valeria Orozco, Lic. Luis Alberto Calderón, Sr. Gonzalo Fernández Gamietea, Sr. Luciano José Elvira.